# Tour Palabra de Mujer
Tour Palabra de Mujer es la segunda gira que la cantante española Mónica Naranjo realizó y primera en España, comenzando el 15 de mayo de 1998 y culminando el 11 de octubre de 1998. En el Tour, se escuchan canciones de Palabra de mujer (1997) y de su álbum debut, Mónica Naranjo (1994), además de 3 canciones inéditas, Palabra de Mujer (versión en español de "MacArthur's Park" de la cantante Donna Summer), "Malherido" y "Amore" (versión en español del éxito de Mina, la italiana).

## Repertorio de la gira
1. "Introducción"
2. Palabra de mujer
3. Sola
4. Yo vengo y tú te vas
5. "Interludio Bailarines I"
6. Entender el amor
7. Supernatural
8. Sólo se vive una vez
9. " Interludio Bailarines II"
10. Empiezo a recordarte
11. Miedo
12. Ámame o déjame
13. Tú y yo volvemos al amor
14. Amore
15. Las campanas del amor
16. " Interludio Bailarines III"
17. Pantera en libertad
18. " Interludio Bailarines IV"
19. Desátame

## Fechas de la gira
| Europa                 |                        |        |                                     |
| 15 de mayo, 1998       | Córdoba                | España | Campo de fútbol de Lucena           |
| 16 de mayo, 1998       | Ciudad Real            | España | Auditorio de Ciudad Real            |
| 22 de mayo, 1998       | Castellón              | España | Recinto ferial Almassora            |
| 23 de mayo, 1998       | Murcia                 | España | Plaza de Toros de Murcia            |
| 29 de mayo, 1998       | Toledo                 | España | Plaza de Toros de Toledo            |
| 30 de mayo, 1998       | Elche                  | España | Ciudad deportiva de Elche           |
| 4 de junio, 1998       | Zaragoza               | España | Pabellón Príncipe Felipe            |
| 6 de junio, 1998       | Barcelona              | España | Palacio de Deportes BCN             |
| 12 de junio, 1998      | Madrid                 | España | Palacio de Deportes MAD             |
| 14 de junio, 1998      | Coslada                | España | Pabellón de Coslada                 |
| 19 de junio, 1998      | Salamanca              | España | Campo de Fútból de Salamanca        |
| 20 de junio, 1998      | Salamanca              | España | Pabellón de Béjar                   |
| 23 de junio, 1998      | Segovia                | España | Plaza de Toros                      |
| 26 de junio, 1998      | Burgos                 | España | Recinto ferial La Milanera          |
| 27 de junio, 1998      | León                   | España | Palacio de los Deportes de León     |
| 28 de junio, 1998      | Zamora                 | España | Parque de Zamora                    |
| 3 de julio, 1998       | Ondara                 | España | Plaza de Toros de Ondara            |
| 4 de julio, 1998       | Toledo                 | España | Plaza de Toros                      |
| 6 de julio, 1998       | Teruel                 | España | Campo de fútbol de Teruel           |
| 9 de julio, 1998       | Málaga                 | España | Tívoli de Benalmádena               |
| 10 de julio, 1998      | Málaga                 | España | Tívoli de Benalmádena               |
| 11 de julio, 1998      | Sevilla                | España | Macrodisco de El Cuervo             |
| 17 de julio, 1998      | Huelva                 | España | Macrodisco de Matalascanas          |
| 18 de julio, 1998      | Quintana de la Serena  | España | Campo de fútbol                     |
| 23 de julio, 1998      | Lanzarote              | España | Estadio municipal                   |
| 24 de julio, 1998      | Las Palmas             | España | Campo de fútbol de Las Palmas       |
| 25 de julio, 1998      | Santa Cruz de Tenerife | España | Recinto ferial de Tenerife          |
| 27 de julio, 1998      | Vigo                   | España | Parque Castrelos de Vigo            |
| 28 de julio, 1998      | Santiago de Compostela | España | Polideportivo                       |
| 31 de julio, 1998      | Torrox                 | España | Campo de fútbol                     |
| 1 de agosto, 1998      | San Fernando           | España | Campo de fútbol                     |
| 2 de agosto, 1998      | Álora                  | España | Campo de fútbol                     |
| 5 de agosto, 1998      | La Palma               | España | Plaza de toros de Palma de Mallorca |
| 7 de agosto, 1998      | Almendralejo           | España | Pabellón de Almendralejo            |
| 8 de agosto, 1998      | Consuegra              | España | Campo de fútbol de Consuegra        |
| 11 de agosto de 1998   | La Coruña              | España | Coliseum                            |
| 13 de agosto, 1998     | Benidorm               | España | Auditorio                           |
| 14 de agosto, 1998     | Almería                | España | Recinto ferial                      |
| 15 de agosto, 1998     | Estepona               | España | Plaza de Toros                      |
| 21 de agosto, 1998     | Salou                  | España | Carpas de Salou                     |
| 22 de agosto, 1998     | Vilasar de Dalt        | España | Parque Acuático                     |
| 23 de agosto, 1998     | Rosas                  | España | Ciudadela                           |
| 26 de agosto, 1998     | Buñol                  | España | Auditorio                           |
| 27 de agosto, 1998     | Alcalá de Henares      | España | Palacio Arzobispal                  |
| 28 de agosto, 1998     | Cuenca                 | España | Plaza de Toros                      |
| 29 de agosto, 1998     | Daimiel                | España | Recinto ferial                      |
| 2 de septiembre, 1998  | Ponferrada             | España | Recinto ferial                      |
| 4 de septiembre, 1998  | Ibi                    | España | Recinto ferial                      |
| 5 de septiembre, 1998  | Monóvar                | España | Campo Fútbol                        |
| 6 de septiembre, 1998  | Móstoles               | España | Plaza de Toros                      |
| 10 de septiembre, 1998 | Valladolid             | España | Plaza de Toros                      |
| 11 de septiembre, 1998 | Arganda del Rey        | España | Campo Fútbol                        |
| 12 de septiembre, 1998 | Oviedo                 | España | Plaza de Toros                      |
| 14 de septiembre, 1998 | Albacete               | España | Jardines                            |
| 15 de septiembre, 1998 | Guadalajara            | España | Plaza Toros                         |
| 17 de septiembre, 1998 | Granada                | España | Palacio municipal de deportes       |
| 18 de septiembre, 1998 | Sevilla                | España | Auditorio                           |
| 20 de septiembre, 1998 | Córdoba                | España | Pabellón                            |
| 25 de septiembre, 1998 | Hellín                 | España | Campo de fútbol de tierra           |
| 26 de septiembre, 1998 | Úbeda                  | España | Campo de fútbol                     |
| 9 de octubre, 1998     | Ávila                  | España | Plaza de Toros                      |
| 11 de octubre, 1998    | Jaén                   | España | Auditorio La Alameda                |

## VHS-DVD
Durante uno de los conciertos, concretamente Madrid, se grabó para posteriormente sacarlo en formato VHS y poder satisfacer a los fanes. Al final, casi cuatro años después (durante la etapa Chicas Malas), la compañía Sony definitivamente dijo que ese contenido iba a ser inédito y que no vería la luz por el momento. Algunos fanes, dieron por hecho que como había versiones en playback, el VHS (o DVD ya) no saldría por ello. En la página web YouTube hay unos cuantos vídeos de la gira grabados con cámaras de vídeo y exactamente cinco vídeos grabados en el Palacio de Deportes para su supuesta versión en formato VHS o DVD para su publicación. 
| Videos de las Presentaciones |
| --- |
| - Palabra de mujer: - Sola: - Yo vengo y tú te vas: - Entender el amor: - Empiezo a recordarte (Palacio de Deportes): - Las campanas del amor pt.1: - Las campanas del amor pt.2: - Las campanas del amor (Palacio de Deportes): - Pantera en libertad (Palacio de Deportes): - Desátame pt.1: - Desátame pt.2: - Desátame (Palacio de Deportes): |

- Datos: Q6151181